# Bob Childers

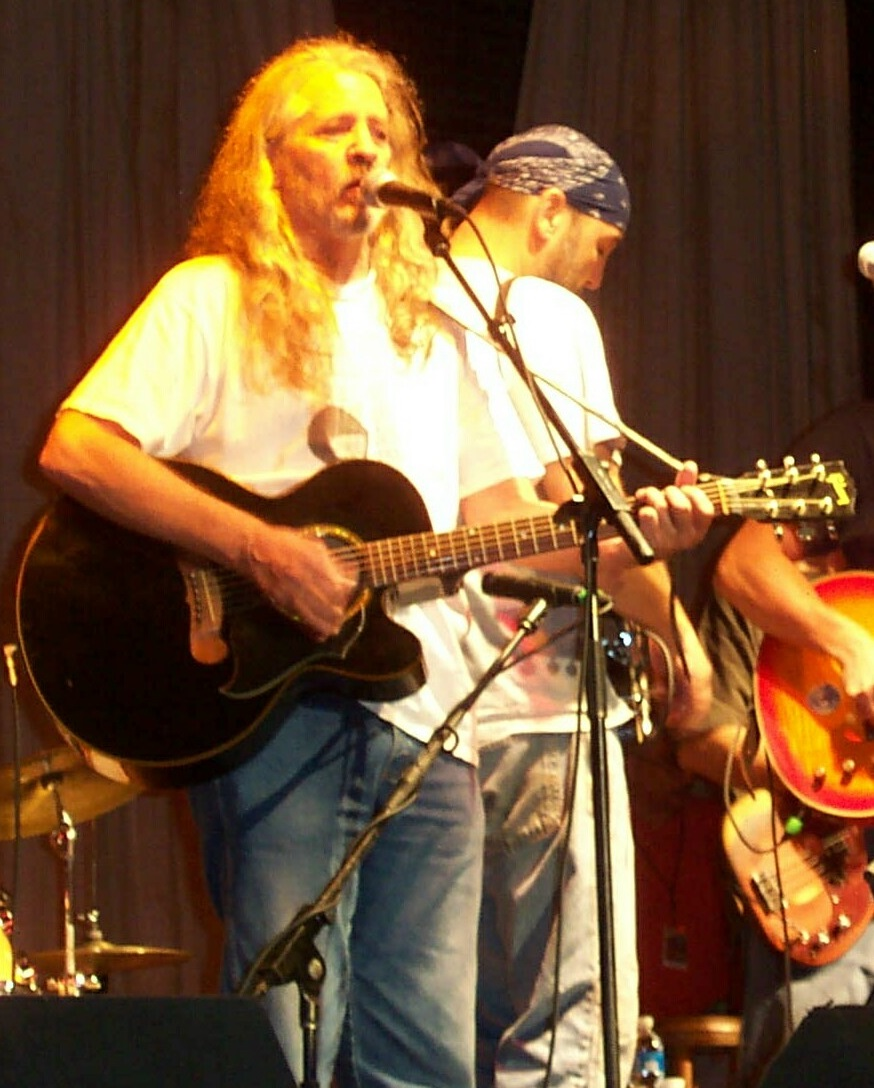
Bob Childers (2007)

Robert „Bob“ Wayne Childers (* 20. November 1946 in West Union, West Virginia; † 22. April 2008 in Stillwater, Oklahoma) war ein US-amerikanischer Country- und Folksänger. Er gilt als der „Godfather“ des Red Dirts und wurde in seiner Karriere mehrfach mit Größen wie Bob Dylan und Woody Guthrie verglichen.

## Biografie
Childers wurde in West Virginia geboren, ging aber bereits in frühen Jahren nach Oklahoma, bevor er in verschiedenen Bundesstaaten lebte, und schließlich nach Oklahoma zurückkehrte. In den späten 1970er Jahren lernte er den Sänger Jimmy LaFave kennen, der ihm bei der Aufnahme seiner ersten Platte I Ain't No Jukebox half. Anfang der 1980er-Jahre unterstützte er die Anti-Atomkraft-Bewegung. Im Jahre 1986 zog er nach Nashville und später nach Austin, Texas, wo sein Freund LaFave bereits einige Jahre zuvor hingezogen war. Zurück nach Oklahoma ging Childers 1991, wo er seine Karriere-Hochphase erlebte, in der er viele Alben selbst veröffentlichte und an Produktionen anderer Künstler wie zum Beispiel The Great Divide oder Randy Crouch beteiligt war. Im Jahre 2003 wurde er in die Red Dirt Hall of Fame aufgenommen. Der Raucher litt ab 2004 an einer Lungenerkrankung und starb 2008 im Alter von 61 Jahren in Stillwater, Oklahoma. Nach seinem Tod traten Red Dirt-Musiker wie Jimmy LaFave, Mike McClure, Stoney LaRue und Tom Skinner bei einem Tribut-Konzert zu seinen Ehren auf.

## Diskografie
- 1979: I Ain't No Jukebox
- 1982: Singing Trees, Dancing Waters
- 1986: Four Horsemen
- 1986: King David's Lament
- 1990: Circles Toward the Sun
- 1997: Nothin' More Natural
- 1999: Hat Trick
- 1999: Circles Toward the Sun
- 1999: Hat Trick
- 2000: La Vita E Bella
- 2003: Two Buffalos Walking
- 2003: Live at the Blue Door
- 2006: Kindred
- 2006: Ride for the Cimarron